# ادوال (بازیکن فوتبال)
ادوال (پرتغالی: Edval؛ زادهٔ ۱۷ فوریهٔ ۱۹۵۴) بازیکن فوتبال اهل برزیل بود.
وی همچنین در تیم ملی فوتبال برزیل بازی کرده‌است.